# S-75 Dvina
S-75 (în rusă: С-75; Cod NATO SA-2 Guideline) este un sistem de apărare antiaeriană, de înaltă altitudine, proiectat de sovietici, construit în jurul unei rachete de tip sol-aer cu comandă de la distanță. De la prima sa desfășurare în 1957 a devenit unul dintre cele mai răspândite sisteme de apărare aeriană din istorie. Ea a marcat prima distrugere a unei aeronave inamice de către o rachetă de suprafață, doborând un avion taiwanez Martin RB-57D Canberra asupra Chinei pe 7 octombrie 1959, lovind-o cu trei rachete V-750 (1D) la o altitudine de 20 km. În acel moment acest succes a fost creditat avioanelor de luptă chinezești, pentru a păstra secretul programului S-75.
Acest sistem a câștigat prima dată faima internațională atunci când o baterie de rachete S-75, folosind o nouă rachetă V-750VN (13D) cu rază mai mare și cu înălțime de zbor mai mare, a fost lansată în incidentul din 1960 când a doborât un Lockheed U-2, avându-l la bord pe pilotul american Francis Gary Powers, care zbura deasupra Uniunii Sovietice la 1 mai 1960 într-un zbor de spionaj aerian.
Sistemul a fost de asemenea, desfășurat în Cuba în timpul crizei rachetelor cubaneze, când a doborât un alt U-2 (pilotat de Rudolf Anderson), care survola Cuba pe 27 octombrie 1962, cauzând aproape  un război nuclear. Forțele nord-vietnameze au folosit rachete S-75 în timpul războiului din Vietnam pentru a apăra Hanoi și Haiphong. De asemenea, a fost produs local în Republica Populară Chineză sub numele de HQ-1 și HQ-2.

## Istoric
La începutul anilor 1950, Forțele Aeriene ale Statelor Unite ale Americii au accelerat rapid dezvoltarea bombardierelor cu reacție cu rază mare de acțiune, purtătoare de arme nucleare. Programul USAF a condus la apariția B-47 Stratojet, sprijinită de avioane cisternă cu combustibil aerian, pentru a-și extinde raza de acțiune în adâncimea teritoriului URSS. USAF după B-47 a dezvoltat rapid Boeing B-52 Stratofortress, care a avut o rază de acțiune și sarcină utilă mai mare decât B-47. Raza de acțiune, viteza și sarcina utilă a acestor bombardiere din SUA au reprezentat o amenințare mare pentru Uniunea Sovietică în cazul unui război între cele două țări.
În consecință, sovieticii au inițiat dezvoltarea unor sisteme îmbunătățite de apărare aeriană. Deși forțele de apărare sovietice au avut un număr mare de artilerie antiaeriană (AAA), inclusiv baterii direcționate cu radar, limitările armei împotriva bombardierelor cu reacție de mare altitudine au fost evidente. Prin urmare, forțele de apărare sovietice ale Forțelor Aeriene au început dezvoltarea sistemelor de rachete care să înlocuiască sistemele antiaeriene învechite din timpul celui de-al Doilea Război Mondial.

## Utilizatori
- Angola - 40
- Armenia – 79 Lansatoare
- Azerbaijan – 25
- Bulgaria – 18
- Republica Populară Chineză
- Cuba
- Egipt – 240, Varianta Tayer el-Sabah
- Etiopia – sisteme autopropulsate
- Iran – 300+ Lansatoare, HQ-2J și Sayyad-1/1A & 2.
- Kirghizistan – câteva
- Libia
- Mongolia
- Myanmar – 48 apoi 250 în 2008
- Coreea de Nord – 270
- Pakistan – HQ-2B în serviciul Forțelor Aeriene Pakistaneze
- România – 28 în 3 baterii
- Sudan – 700
- Siria – 275
- Tadjikistan – Câteva
- Vietnam – 280
- Yemen
- Zimbabve
- Forțele Defensive din Tigray - număr necunoscut